# فرا دولچینو

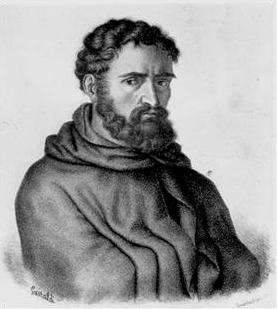
فرا دولچینو

فرا دولچینو (۱۳۰۷–۱۲۵۰)، واعظ رادیکال مسیحی بود که در سال ۱۳۰۷ به میخ کشیده شده و سوزانده شد. وی معمولاً به عنوان فردی اهل هرطقه معرفی می‌شود که از باورهای فرقه فرانسیسکن ملهم بود. وی رهبر گروهی از اصلاحگران دینی رادیکال بدل شد که پس از وی به عنوان دولچینین نامیده می‌شدند.